# Люстдорф (компанія)
Товариство з обмеженою відповідальністю «Люстдорф» — українська молочна компанія, заснована 1997 року. Розпочала діяльність на базі Іллінецького молочного заводу. Основні види продукції: молоко тривалого зберігання, масло вершкове, вершки, молочні десерти, кисломолочна продукція.

## Історія компанії[1]
1997 рік
- 4 лютого 1997 року на базі ВАТ «Іллінецький молокозавод» засновано ТОВ «Люстдорф»[2]. В перший рік своєї діяльності компанія починає виробництво 3-х видів молока тривалого зберігання під ТМ «На здоровье».

2000 рік
- Асортимент торговельної марки «На здоровье» розширюється до 5 найменувань. Крім того компанія виводить на ринок вершкове масло «На здоровье».

2001 рік
- Починається виробництво молочних напоїв зі смаковими наповнювачами торговельної марки «На здоровье».

2002 рік
- Компанія виводить на ринок молоко під торговельною маркою «Селянське» у новій для ринку упаковці Tetra Fino Aseptic 1л.

2003 рік
- Починається виробництво молока торговельної марки «Бурёнка».

2004 рік
- Компанія «Люстдорф» першою в Україні виводить на ринок вершки в упаковці Tetra Classic Aseptic місткістю 20 г.

2005 рік
- Компанія виводить на ринок високожирні вершки «На здоровье», а також виграє тендер на постачання молочної продукції для Військово-морського флоту України, тендер на участь у проекті «Розвиток молочного виробництва» та починає постачання молока у більшість шкіл м. Києва.

2006 рік
- Вперше в Україні починається виробництва питного молока «Бурёнка» в упаковці Tetra Brik Aseptic, місткістю 1,5 л.

2007 рік
- На ринок виводиться молочна продукція для дітей під ТМ «Тотоша».

2008 рік
- Компанія «Люстдорф» першою в Україні починає виготовляти вершки до кави у порційній упаковці 10 г.

2009 рік
- На ринок виводиться новий бренд питного сухого молока «Люстдорф» в інноваційній для України асептичній упаковці Фіннпак.[3]

2010 рік
- Відбувається масштабна технічна модернізація виробничої бази компанії.

2011 рік
- На ринок виводяться інноваційні формати упаковок Tetra Gemina Aseptic 1 л та 0,5 л, а також Tetra Brik Aseptic Edge 200 г.

2012 рік
- Створення нової ТМ «Весела Бурьонка»[4] — продукція за не високою ціною. Входять:[5] масло, молоко, кефір, ряжанка, сметана і 4 види йогуртів[4] (з 2014 року).

## Про компанію
На 2015 рік асортимент ТОВ «Люстдорф» складається більш ніж з 60-ти найменувань молочної продукції, що випускаються під кількома торговельними марками. Компанія має представництва у Києві, Одесі, Львові, Дніпропетровську, Харкові, Запоріжжі, Вінниці, Кривому Розі, Миколаєві, Херсоні та Луцьку. Головний офіс у Києві.
На підприємстві працює більше 1500 співробітників. Виробничі потужності розташовані у екологічно сприятливій Вінницькій області і забезпечуються сировиною, зібраною у більш ніж 50 фермерських господарствах регіону. Це дозволяє переробити близько 350 тонн високоякісного молока на добу з використанням передової технології високотемпературного імпульсу. Ця технологія дозволяє повністю знищити сторонню мікрофлору сирого молока, зберегти максимум корисних речовин та вітамінів, а також суттєво продовжити строк його зберігання.
Якість продукції компанії «Люстдорф» підтверджено міжнародними сертифікатами ISO, HACCP.
Молочні продукти ТОВ «Люстдорф» випускаються під торговельними марками: «На здоровье», «Селянське», «Бурёнка», «Люстдорф», «Тотоша», «Весела Бурьонка»
та «Смачно шеф». Багато років ТОВ «Люстдорф» є одним з лідерів ринку в Україні у своїй області та експортує продукцію у ближнє зарубіжжя (у Молдову, Грузію, Азербайджан та Білорусь).

## Технології

### Ультрапастеризація (технологія високотемпературного імпульсу)[8]
Технологія високотемпературного імпульсу (UHT-технологія) використовується під час виробництва молокопродуктів. Упродовж лише 2-4 секунд молоко піддається тепловому імпульсу температурою 137˚ С, після чого швидко охолоджується до температури 25˚ С.
Після цього оброблене молоко наливають в асептичну упаковку «Тетра Пак», що має 6 різних шарів картону, поліетилену та фольги. Вона захищає продукт від впливу повітря та світла, що сприяють скисанню молока.
Така технологія не впливає на більш термостійкі вітаміни та мікроелементи, але знищує бактерії. Ультрапастеризоване молоко може зберігатися у асептичній упаковці до 6-ти місяців.

### Обробка парою[8]
У молоко під високим тиском (4 Бара) подається пара, в результаті чого молоко за кілька секунд нагрівається до 140˚ С. Через кілька секунд молоко швидко охолоджуються до 20˚ С без контакту з повітрям та світлом.
Ця технологія дозволяє швидко очистити молоко від мікроб і в той же час уникнути присмаку кип'ятіння.

## Нагороди компанії
НАГОРОДИ
Основні нагороди підприємства за більш ніж 16 років діяльності:
2001 рік
- Диплом VI міжнародної спеціалізованої виставки продуктів харчування та напоїв «Food & Drinks 2001» за широкий асортимент молочних продуктів в ТМ «На здоровье».

- Диплом VII міжнародної спеціалізованої виставки продуктів харчування та напоїв «Food & Drinks 2001» за активну участь у виставці.

2002 рік
- Диплом науково-дослідного центру незалежних споживацьких експертиз «ТЕСТ» за відмінну якість масла «селянського» та «вологодського» ТМ «На здоровье».

- Диплом науково-дослідного центру незалежних споживацьких експертиз «ТЕСТ» за високу якість молока тривалого зберігання та молока з наповнювачами ТМ «На здоровье».

- Диплом V міжнародної спеціалізованої виставки продуктів харчування та напоїв «World Food 2002» за широкий асортимент, представлений на виставці.

2003 рік
- Диплом науково-дослідного центру незалежних споживацьких експертиз «ТЕСТ» за відмінну якість продукції ТМ «На здоровье».

- Диплом VI міжнародного форуму виробників продуктів харчування, напоїв та сировини «World Milk Ukraine 2003» за 1-е місце у номінації «Молоко», присуджене молоку ТМ «Бурёнка».

- Диплом VI міжнародного форуму виробників продуктів харчування, напоїв та сировини «World Milk Ukraine 2003» за 1-е місце в номінації «Молоко», присуджене молоку з 12-ма вітамінами.

- Диплом дегустаційного конкурсу VI міжнародного форуму виробників продуктів харчування, напоїв та інгредієнтів «World Milk Ukraine — 2003» за 2-е місце у номінації «Молоко», присуджене молоку ТМ «Селянське».

- Диплом дегустаційного конкурсу VI міжнародного форуму виробників продуктів харчування, напоїв та інгредієнтів «World Milk Ukraine — 2003» за 2-е місце у номінації «Молоко», присуджене молоку «Дитяче».

2004 рік
- Диплом лауреата всеукраїнського конкурсу якості продукції «100 найкращих товарів України-2004» за перемогу у номінації «Продукти харчування», присуджену молоку ТМ «На здоровье» 6 % жиру.

- Диплом лауреата всеукраїнського конкурсу якості продукції «100 найкращих товарів України-2004» за перемогу у номінації «Продукти харчування», присуджену за виробництво якісної молочної продукції.

2005 рік
- Диплом науково-дослідного центру незалежних споживацьких експертиз «ТЕСТ» за відмінну якість, присуджений крему вершковому кондитерському ТМ «На здоровье».

2006 рік
- Диплом лауреата рейтингу Міжнародної академії «Золота фортуна» у номінації «Якість третього тисячоріччя».

2007 рік
- Диплом всеукраїнської рейтингової програми «Гвардія корпорацій 2007» за участь у галузевому рейтингу найбільш дорогих компаній України.

2008 рік
- Диплом лауреата всеукраїнського конкурсу якості продукції «100 найкращих товарів України-2008» за перемогу у номінації «Продукти харчування», присуджену вершкам ультрависокотемпературно обробленим кулінарним, 30 % жиру, ТМ «На здоровье».

2009 рік
- Диплом лауреата всеукраїнського конкурсу якості продукції «100 найкращих товарів України-2009» за перемогу у номінації «Продукти харчування», присуджену молочному напою зі смаком какао ТМ «Тотоша».

## Цікавий факт
З 2013 року продукція є халяльною, отже її можна продавати в мусульманських країнах.